# Acropora
Acropora ist die artenreichste Gattung der Steinkorallen (Scleractinia).
Während es in der Karibik nur drei Arten gibt, und die Acroporen um Hawaii fehlen, gibt der australische Steinkorallenspezialist Veron allein für Ostaustralien 73 Arten an. Die genaue Artenzahl im gesamten Indopazifik ist unbekannt, da es wegen der vernetzten Evolution dieser Gattung eine Vielzahl von Formen gibt, deren Artstatus nicht bestimmt werden kann.

## Merkmale
Die Polypen der Acroporen werden nur ein bis drei Millimeter lang. Charakteristisch ist ein größerer Polyp am Ende jedes Zweiges. Die Endpolypen haben oft auch eine besondere Färbung und geben der meist eher bräunlichen Korallenkolonie Farbe. Die axialen Polypen am Ende der Zweige haben sechs, die radialen Polypen zwölf Tentakel, die sie nachts zum Planktonfang herausstrecken.
Im deutschen nennt man die Acroporen je nach Wuchsform oft Geweihkorallen oder Tischkorallen. Wie die meisten anderen Steinkorallen leben sie in einer symbiotischen Beziehung mit kleinen Algen (Zooxanthellen), die die Acroporen mit Nährstoffen versorgen. Die Acroporen sind deshalb auf helle Standorte angewiesen. Die symbiotische Beziehung von A. tenuis mit der Algenspezies Breviolum minutum (Symbiodiniaceae) wurde 2021 in vitro und 2024 in planta im Detail beschrieben.
Acroporen dominieren an vielen Stellen die Riffe und bilden regelrechte Monokulturen. Sie wachsen sehr schnell und haben einen geschätzten Anteil von 25 % an der Riffbildung. Bei Barbados hat man bei Acropora cervicornis einen jährlichen Zuwachs von 26 Zentimeter festgestellt. Während die Blumentiere im flachen Wasser und auf den Riffdächern meist busch- oder geweihförmig wachsen, bilden sie an den Riffabhängen oft tischförmige Stöcke und wachsen, um noch möglichst viel Licht aufzufangen, waagerecht nach außen.

## Arten
- Acropora humilis-Gruppe
  - Acropora humilis (Dana, 1846)
  - Acropora gemmifera (Brook, 1892)

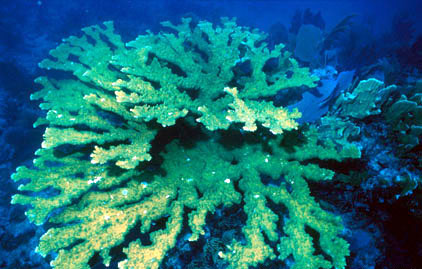
Elchgeweihkoralle
(Acropora palmata)

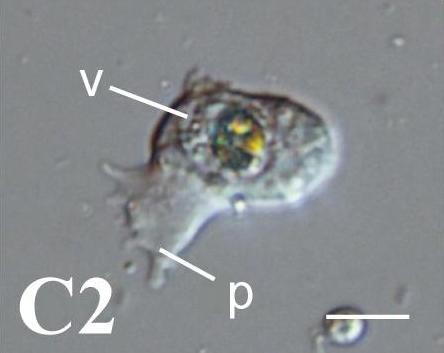
Zellen von A. tenuis 7 Tage nachdem man sie in vitro mit symbiotischen Dinoflagellaten Breviolum minutum (Symbiodiniaceae) gemischt hat. p: Pseudopodium; v: Vakuole. Balken 10 μm.

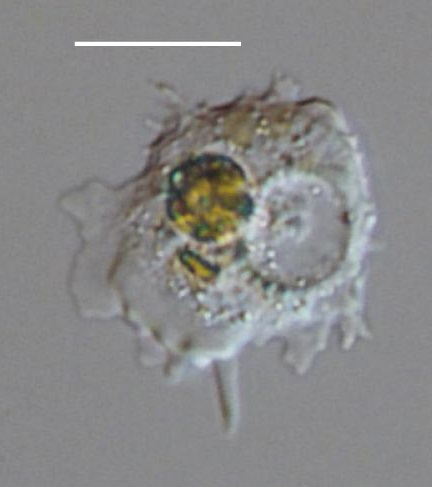
Zelle von A. tenuis mit symiotischem Breviolum minutum (gelbgrün), hier außerhalb der Vakuole (in vitro). Balken 20 μm.

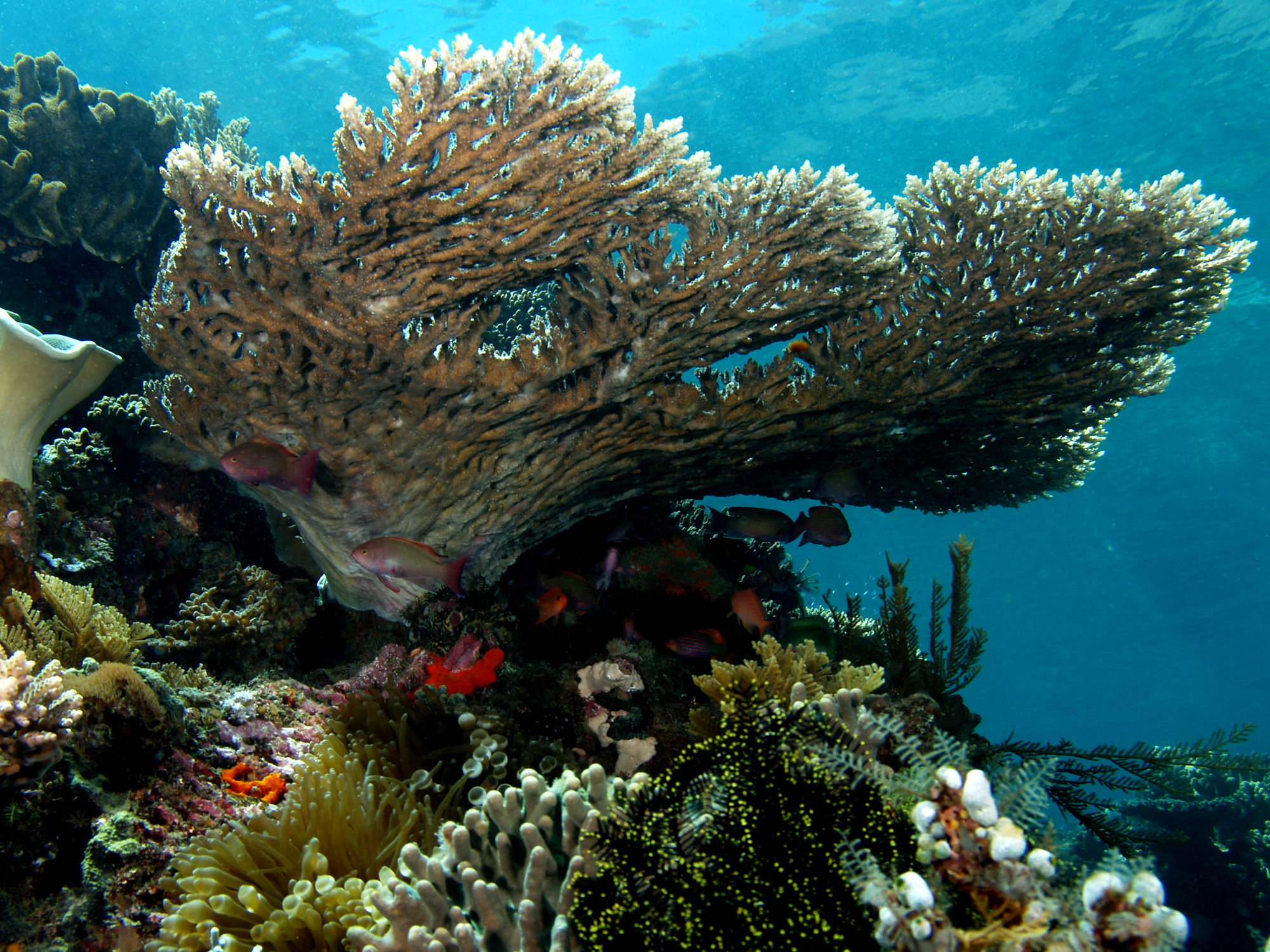
Acropora latistella

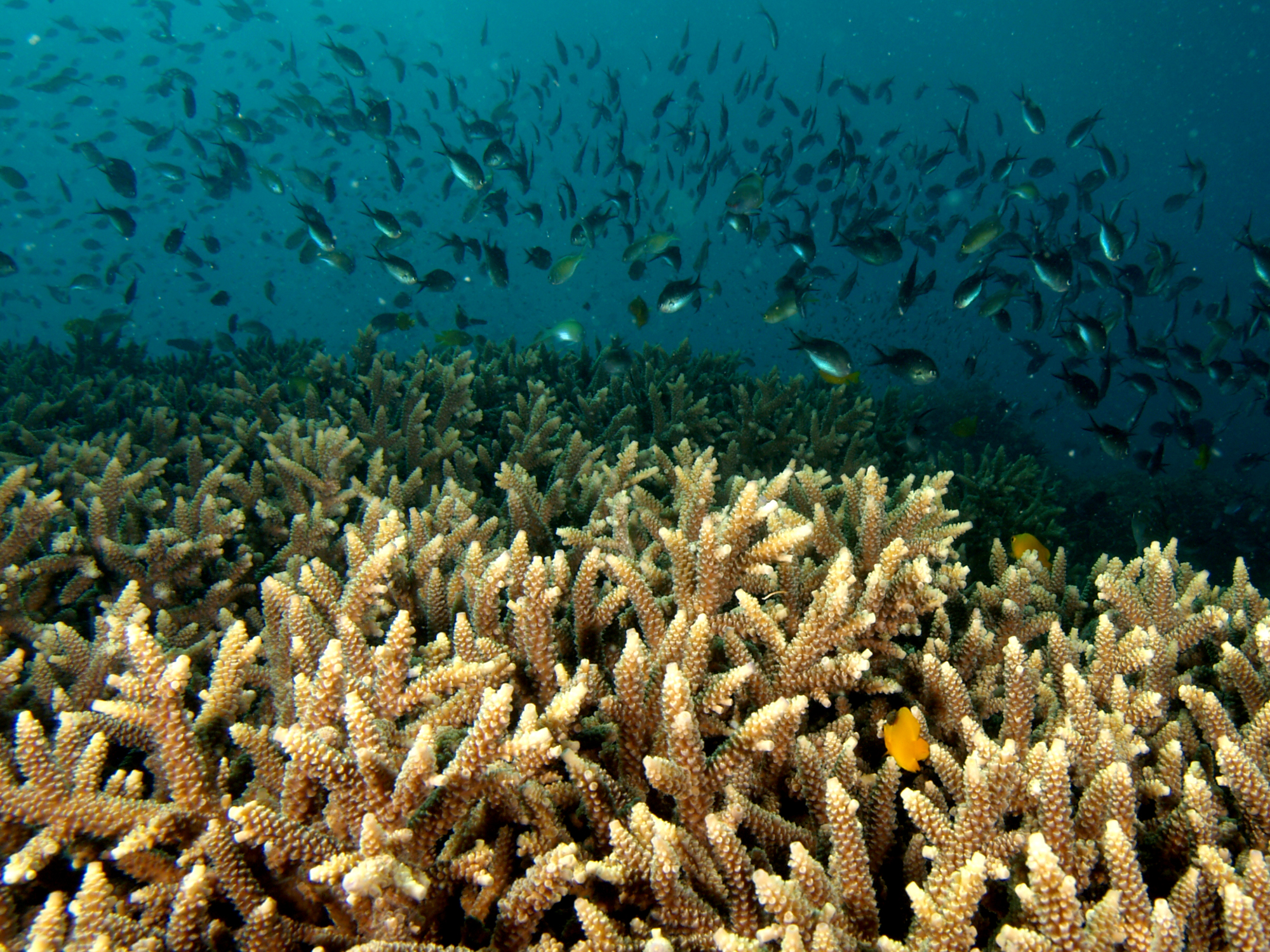
Acropora grandis

  - Acropora monticulosa (Brueggemann, 1879)
- Acropora lovelli-Gruppe
  - Acropora bushyensis Veron & Wallace, 1984
  - Acropora glauca (Brook, 1893)
  - Acropora lovelli Veron & Wallace, 1984
  - Acropora verweyi Veron & Wallace, 1984
- Acropora robusta-Gruppe
  - Acropora danai (Milne-Edwards & Haime, 1860)
  - Acropora listeri (Brook, 1893)
  - Acropora nobilis (Dana, 1846)
  - Acropora palmerae Wells, 1954
  - Acropora polystoma (Brook, 1891)
  - Acropora robusta (Dana, 1846)
- Acropora formosa-Gruppe
  - Acropora acuminata (Verrill, 1864)
  - Acropora abrolhosensis Veron, 1985
  - Acropora formosa (Dana, 1846)
  - Acropora grandis (Brook, 1892)
  - Acropora valenciennesi (Milne-Edwards & Haime, 1860)
- Acropora horrida-Gruppe
  - Acropora austera (Dana, 1846)
  - Acropora horrida (Dana, 1846)
  - Acropora kirstyae Veron & Wallace, 1984
  - Acropora microphthalma (Verrill, 1869)
  - Acropora tortuosa (Dana, 1846)
  - Acropora vaughani Wells, 1954
- Acropora aspera-Gruppe
  - Acropora aspera (Dana, 1846)
  - Acropora millepora (Ehrenberg, 1834)
  - Acropora pulchra (Brook, 1891)
- Acropora selago-Gruppe
  - Acropora dendrum (Bassett-Smith, 1890)
  - Acropora donei Veron & Wallace, 1984
  - Acropora selago (Studer, 1878)
  - Acropora tenuis (Dana, 1846)[2]
  - Acropora yongei Veron & Wallace, 1984
- Acropora hyacinthus-Gruppe, Tischkorallen Acropora cytherea

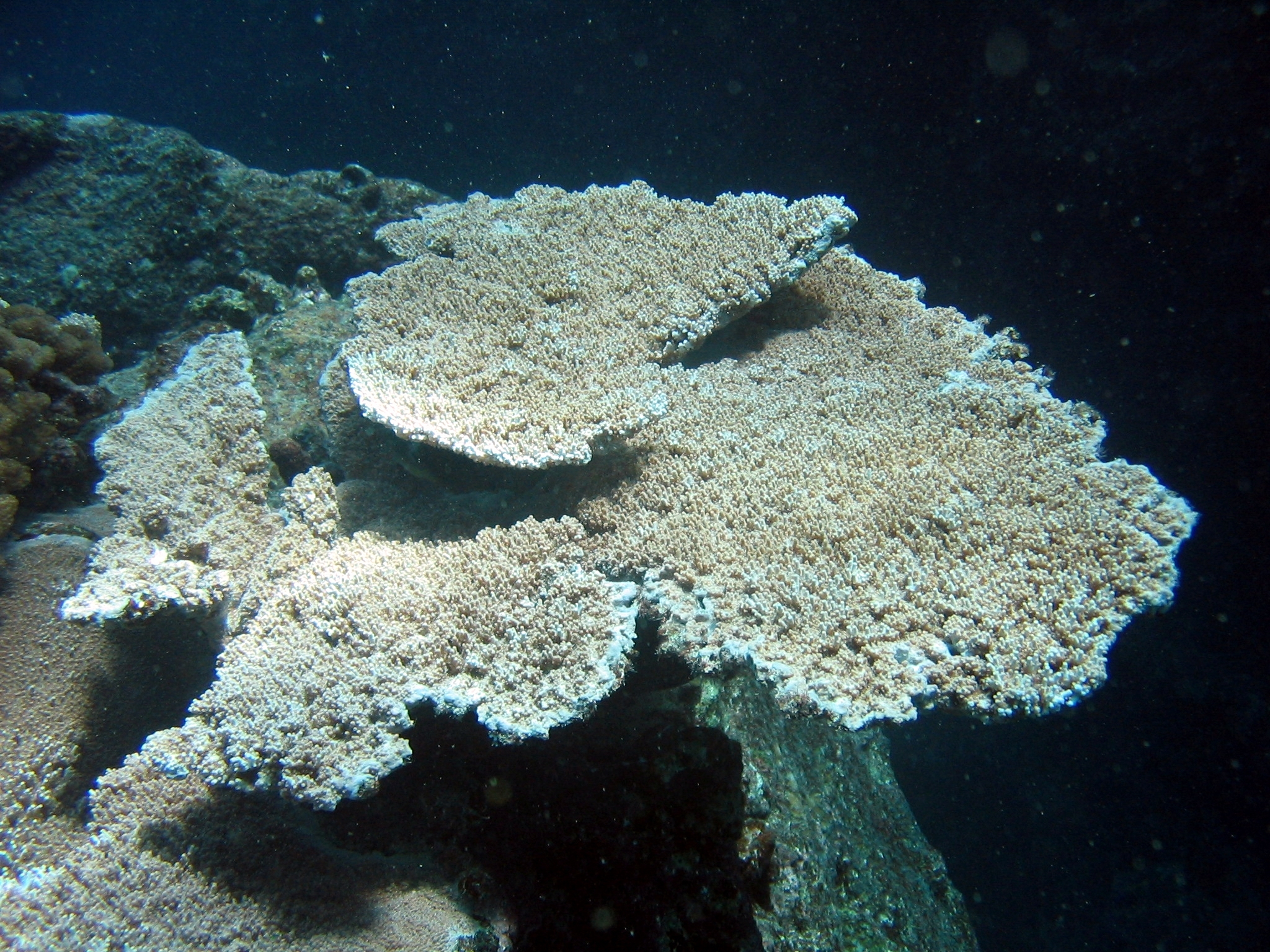
Acropora cytherea

  - Acropora anthocercis (Brook, 1893)
  - Acropora cytherea (Dana, 1846)
  - Acropora hyacinthus (Dana, 1846)
  - Acropora microclados (Ehrenberg, 1834)
  - Acropora paniculata Verrill, 1902
  - Acropora spicifera (Dana, 1846)
- Acropora latistellata-Gruppe
  - Acropora aculeus (Dana, 1846)
  - Acropora azurea Veron & Wallace, 1984
  - Acropora latistella (Brook, 1892)
  - Acropora nana (Studer, 1878)
  - Acropora sabulata (Dana, 1846)
- Acropora nasuta-Gruppe Acropora nasuta
  - Acropora cerealis (Dana, 1846)
  - Acropora lutkeni Crossland, 1952
  - Acropora nasuta (Dana, 1846)
  - Acropora secale (Studer, 1878)
  - Acropora valida (Dana, 1846)
- Acropora divaricata-Gruppe
  - Acropora clathrata (Brook, 1891)
  - Acropora divaricata (Dana, 1846)
- Acropora echinata-Gruppe
  - Acropora carduus (Dana, 1846)
  - Acropora echinata (Dana, 1846)
  - Acropora elseyi (Brook, 1892)

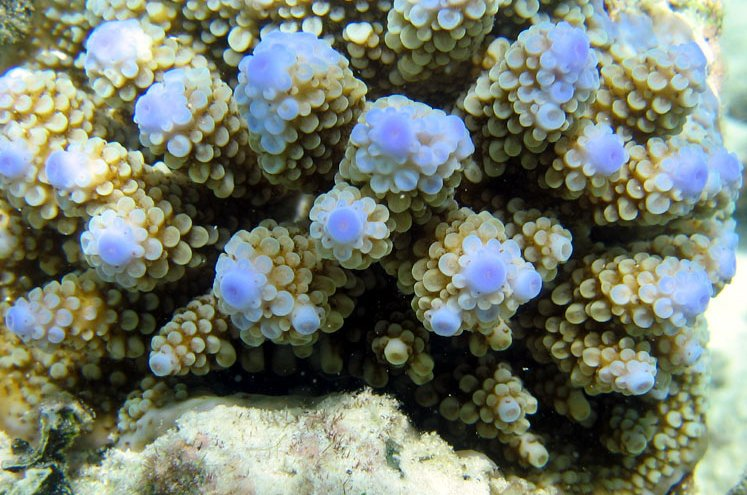
Acropora nasuta

  - Acropora longicyathus (Milne-Edwards & Haime, 1860)
  - Acropora subglabra (Brook, 1891)
- Acropora loripes-Gruppe Acropora loripes,
darüber Dascyllus reticulatus

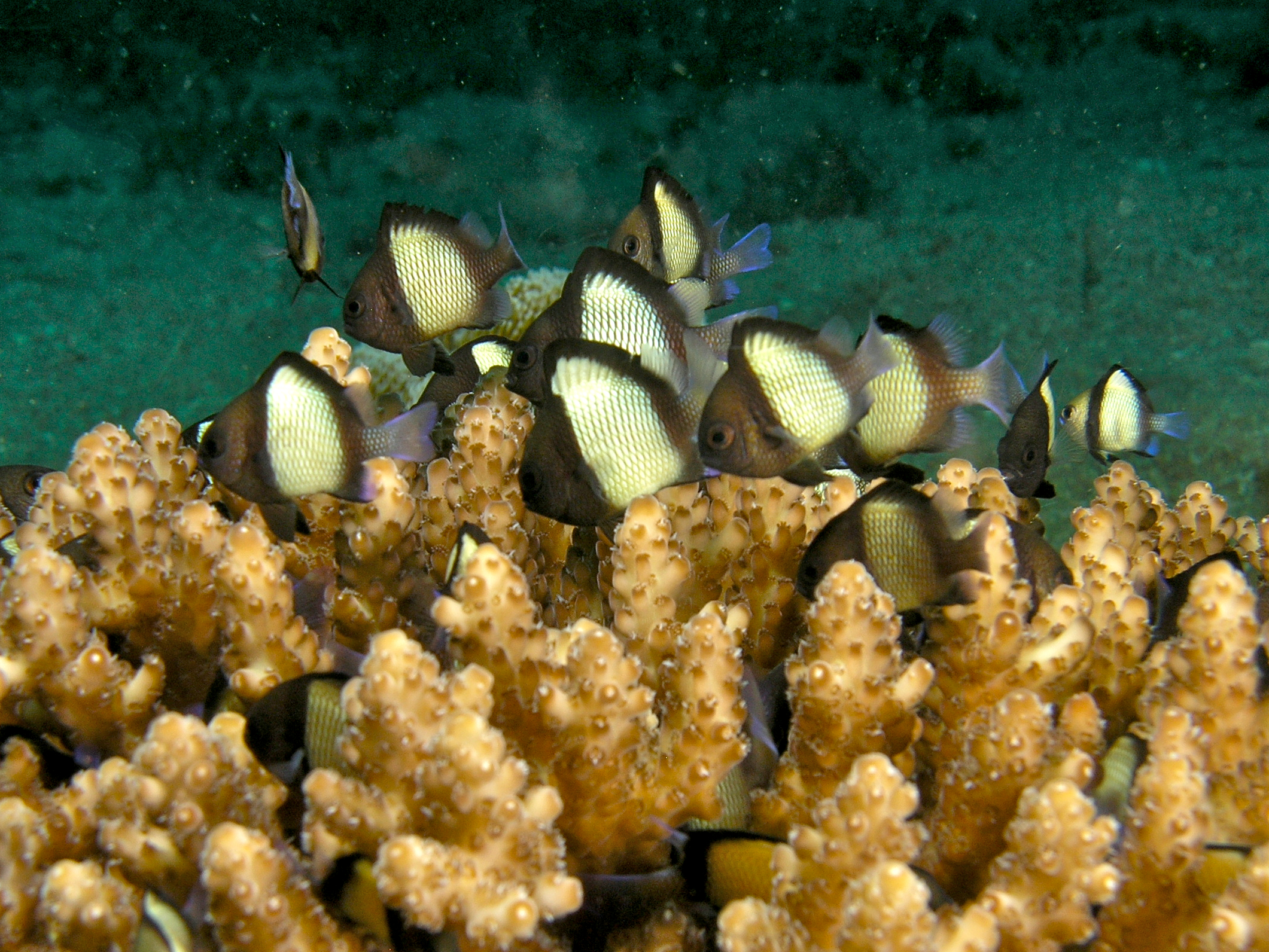
Acropora loripes,
darüber Dascyllus reticulatus

  - Acropora caroliniana Nemenzo, 1976
  - Acropora chesterfieldensis Veron & Wallace, 1984
  - Acropora granulosa (Milne-Edwards & Haime, 1860)
  - Acropora loripes (Brook, 1892)
  - Acropora willisae Veron & Wallace, 1984
- Acropora florida-Gruppe
  - Acropora florida (Dana, 1846)
  - Acropora sarmentosa (Brook, 1892)
- Karibische Gruppe
  - Hirschgeweihkoralle (Acropora cervicornis) (Lamarck, 1816) Hirschgeweihkoralle
(Acropora cervicornis)

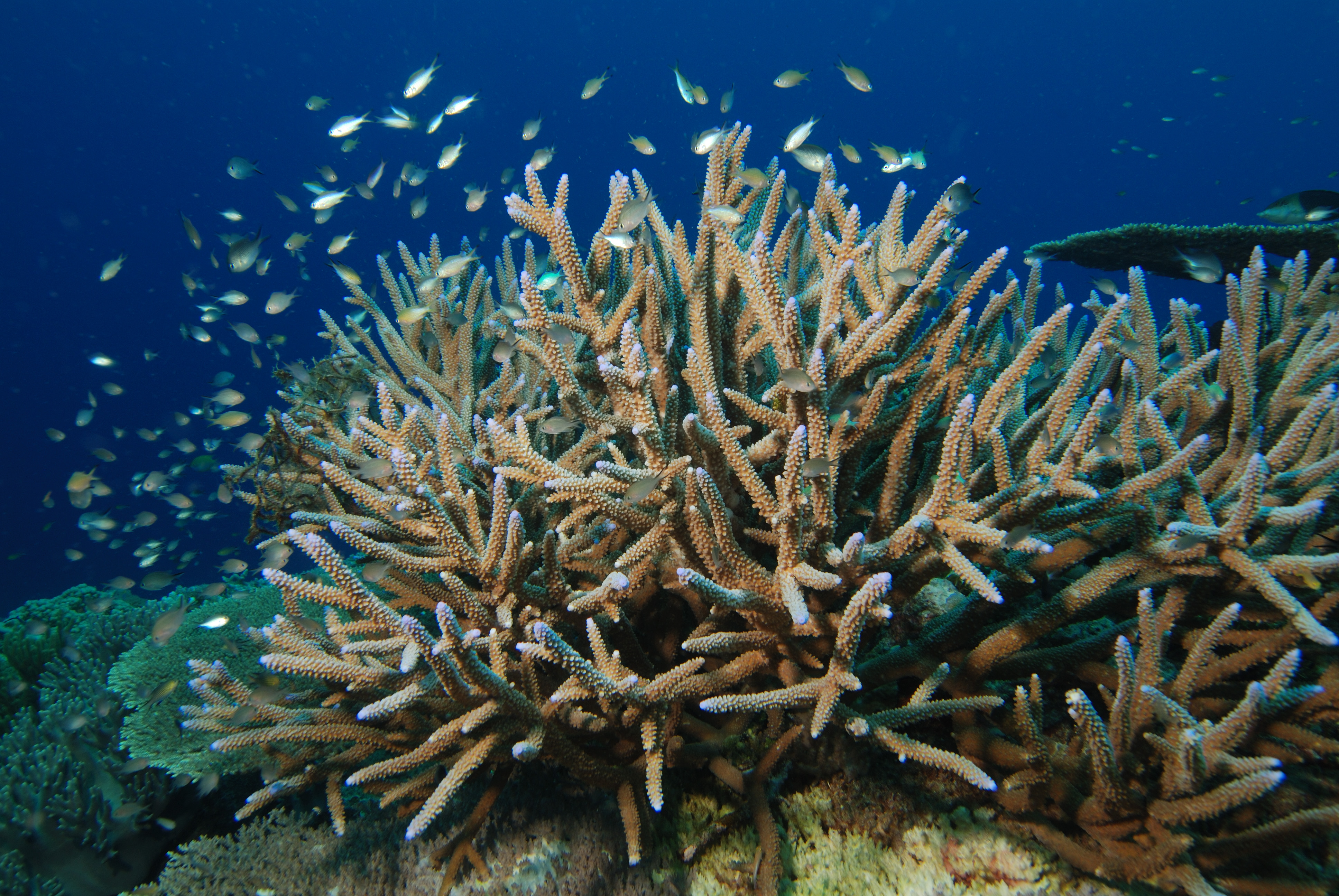
Hirschgeweihkoralle
(Acropora cervicornis)

  - Elchgeweihkoralle (Acropora palmata) (Lamarck, 1816)
  - Acropora prolifera (Lamarck, 1816)
- incertae sedis
  - Acropora abrotanoides (Lamarck, 1816)
  - Acropora akajimensis Veron, 1990
  - Acropora arabensis Hodgson & Carpenter, 1996
  - Acropora awi Wallace & Wolstenholme, 1998
  - Acropora batunai Wallace, 1997
  - Acropora branchi Riegl, 1995
  - Acropora cardenae Wells, 1986
  - Acropora echinata (Dana, 1846)
  - Acropora convexa (Dana, 1846)
  - Acropora copiosa Nemenzo, 1967
  - Acropora crassa (Milne-Edwards & Haime, 1860)
  - Acropora cymbicyathus (Brook)
  - Acropora delicatula (Brook)
  - Acropora derawaensis Wallace, 1997
  - Acropora desalwii Wallace, 1994
  - Acropora digitifera (Dana, 1846)
  - Acropora diversa (Brook)
  - Acropora elegans (Milne-Edwards & Haime, 1860)
  - Acropora eurystoma (Klunzinger, 1879)
  - Acropora exquisita Nemenzo, 1971
  - Acropora halmaherae Wallace & Wolstenholme, 1998
  - Acropora hemprichii (Ehrenberg, 1834)
  - Acropora hoeksemai Wallace, 1997
  - Acropora indiana Wallace, 1994
  - Acropora indonesia Wallace, 1997
  - Acropora insignis Nemenzo, 1967
  - Acropora intermedia (Brook, 1891)
  - Acropora irregularis (Brook, 1892)
  - Acropora jacquelinae Wallace, 1994
  - Acropora kosurini Wallace, 1994
  - Acropora loisetteae Wallace, 1994
  - Acropora lokani Wallace, 1994
  - Acropora magnifica Nemenzo, 1971
  - Acropora mirabilis Quelch, 1886
  - Acropora mossambica Riegl, 1995
  - Acropora multiacuta Nemenzo, 1967
  - Acropora natalensis Riegl, 1995
  - Acropora ocellata (Klunzinger, 1879)
  - Acropora parilis Quelch, 1886
  - Acropora pharaonis (Milne-Edwards & Haime, 1860)
  - Acropora plumosa Wallace & Wolstenholme, 1998
  - Acropora pocilloporina Wallace, 1994
  - Acropora pruinosa (Brook, 1893)
  - Acropora rambleri Bassett-Smith, 1890
  - Acropora reticulata (Brook, 1893)
  - Acropora rosaria (Dana, 1846)
  - Acropora rudis (Rehberg, 1892)
  - Acropora russelli Wallace, 1994
  - Acropora samoensis (Brook, 1891)
  - Acropora schmitti Wells, 1950
  - Acropora sekiseiensis Veron, 1990
  - Acropora simplex Wallace & Wolstenholme, 1998
  - Acropora solitaryensis Veron & Wallace, 1984
  - Acropora sordiensis Riegl, 1995
  - Acropora splendida Nemonzo
  - Acropora squarrosa (Ehrenberg, 1834)
  - Acropora stoddarti Pillai & Scheer, 1976
  - Acropora striata (Verrill, 1866)
  - Acropora subulata (Dana, 1846)
  - Acropora suharsonoi Wallace, 1994
  - Acropora sukarnoi Wallace, 1997
  - Acropora surculosa (Dana, 1846)
  - Acropora tanegashimensis Veron, 1990
  - Acropora tenella (Brook, 1892)
  - Acropora teres (Verrill, 1866)
  - Acropora torihalimeda Wallace, 1994
  - Acropora tumida Verrill, 1866
  - Acropora turaki Wallace, 1994
  - Acropora variabilis (Klunzinger, 1879)
  - Acropora wallacea Veron, 1990

## Bedrohung

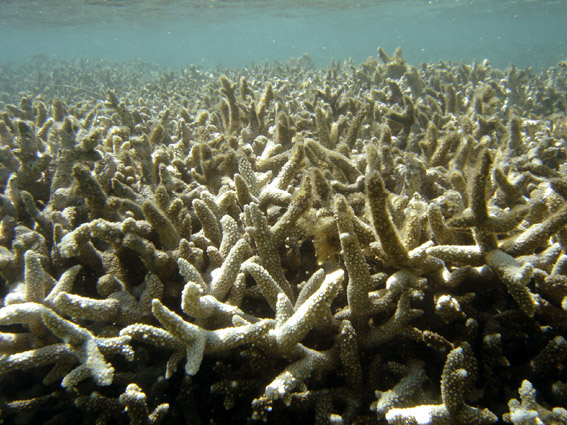
„Korallenbleiche“: Acropora vor der Insel Réunion (Januar 2006)

Wie andere Steinkorallenarten sind auch Acropora von der im Zuge der durch die menschengemachte globale Erwärmung verursachten permanenten Erwärmung und Versauerung der Meere weltweit durch „Korallenbleiche“ schwer bedroht.

## Aquarienhaltung
Acroporen können auch in gut gepflegten Meerwasseraquarien kultiviert werden. Sie erreichen hier bei guten Wasserbedingungen Längenzuwächse von 16 Zentimeter im Jahr. Durch Fragmentation größerer Kolonien können sie leicht künstlich vermehrt werden. Inzwischen gibt es viele Korallenzüchter, die Acroporen vermehren und versuchen möglichst farbige Formen zu erhalten. Es ist heute nicht mehr nötig Acroporen aus Korallenriffen zu importieren.